# Lorenzo Suárez Godoy
Lorenzo Suárez Godoy (Jaén, 1849-1920) fue un compositor, pianista y saxofonista español.

## Biografía
Nació en Jaén en 1849. Fue director de la Banda de Beneficencia de su ciudad natal y también profesor de la Escuela Normal que había en aquella capital. Escribió gran número de composiciones para piano, orquesta y banda, entre las que se cuentan la fantasía Esperanza de Amor, los pasodobles Maya, El Gurugú y Los Niños, la danza cubana Mercedes y las serenatas Córdoba y Andalucía, que se inspiraron en motivos populares andaluces. Compuso más de ciento sesenta obras, algunas de ellas premiadas, y escribió también partituras de zarzuelas. Falleció en 1920. Fue abuelo de Lorenzo Goñi.[cita requerida]